# Diogmites unicolor
Diogmites unicolor är en tvåvingeart som beskrevs av Hull 1958. Diogmites unicolor ingår i släktet Diogmites och familjen rovflugor.
Artens utbredningsområde är Arizona. Inga underarter finns listade i Catalogue of Life.